# Smuteň lékařská

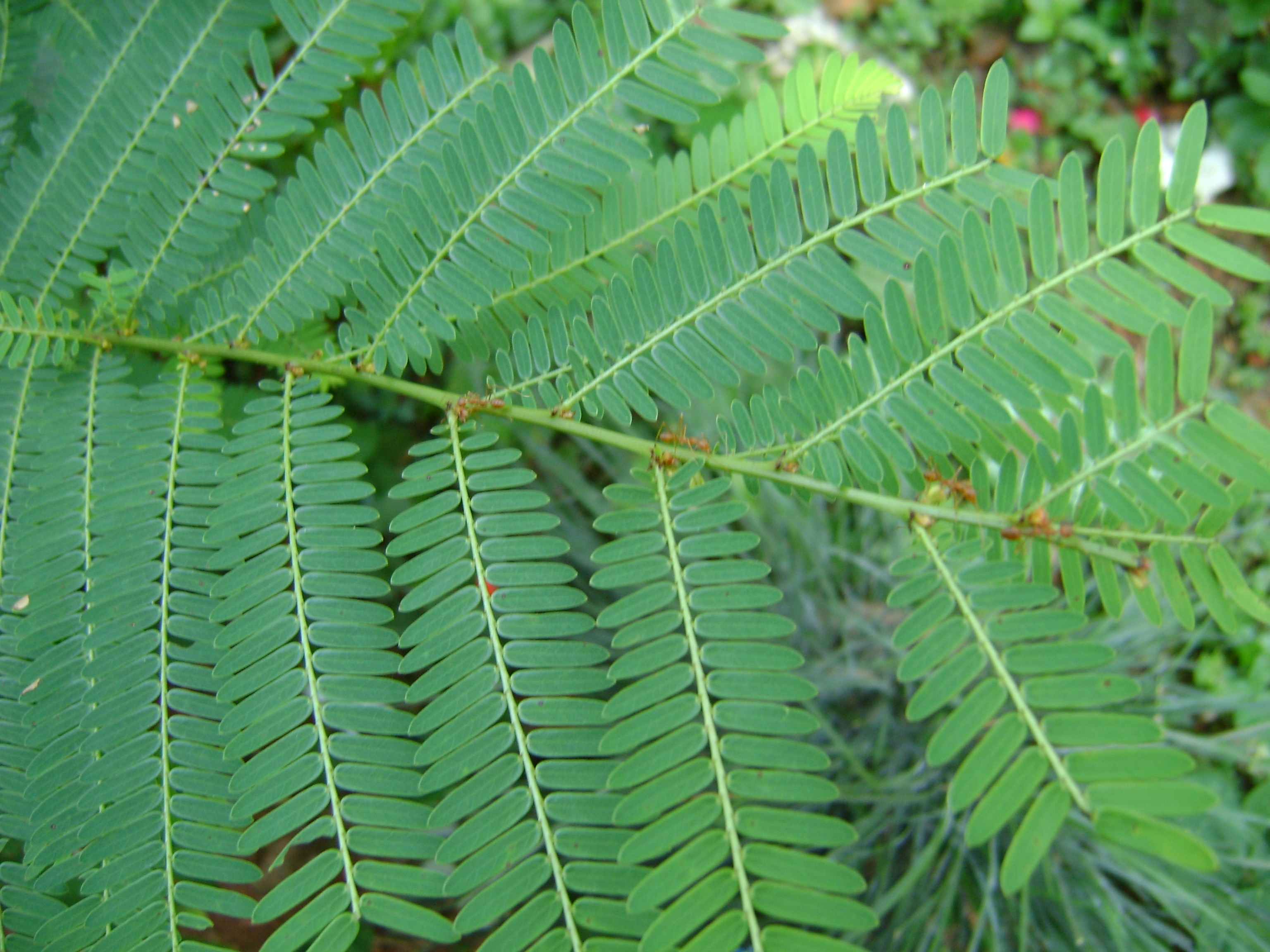
Listy

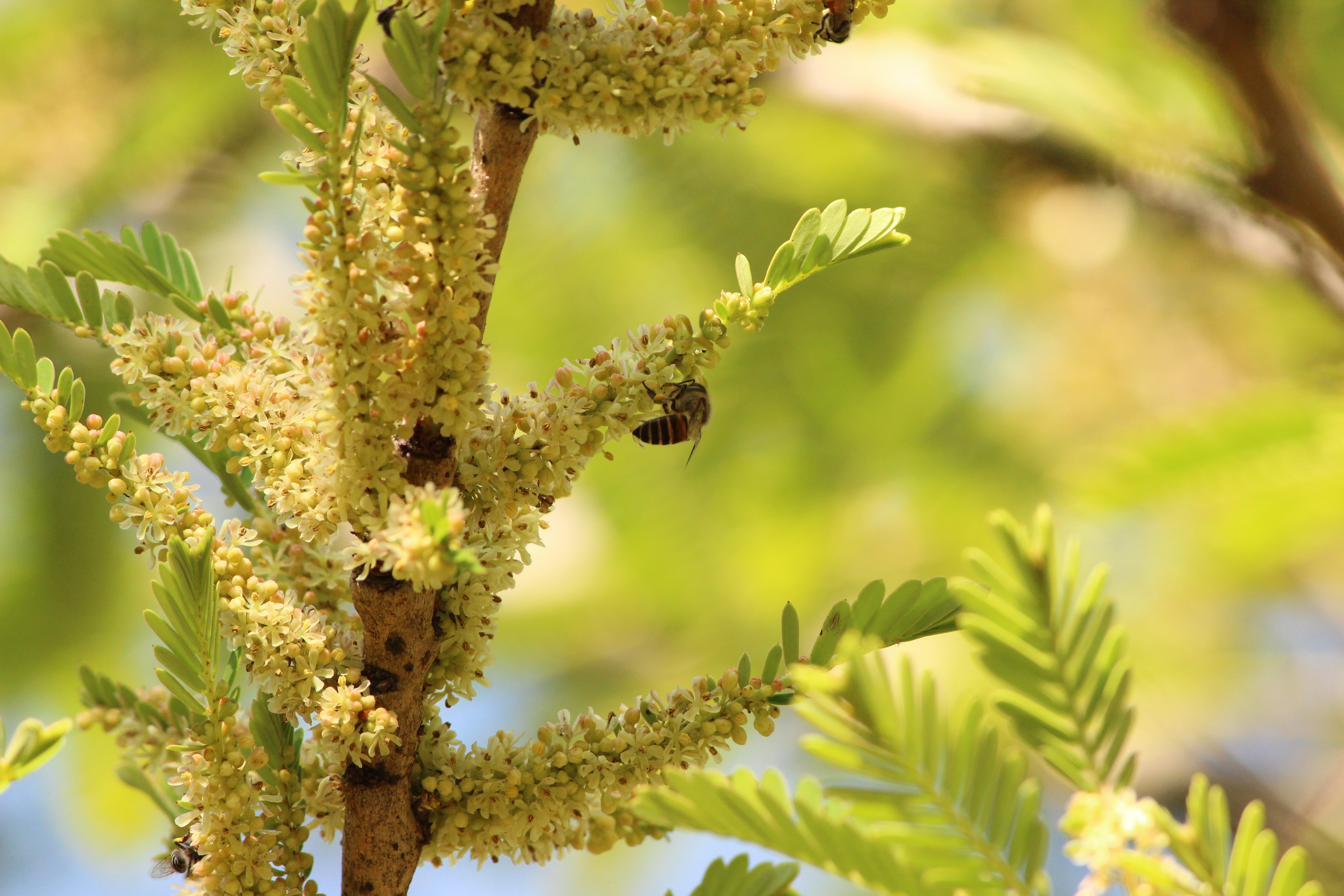
Květy

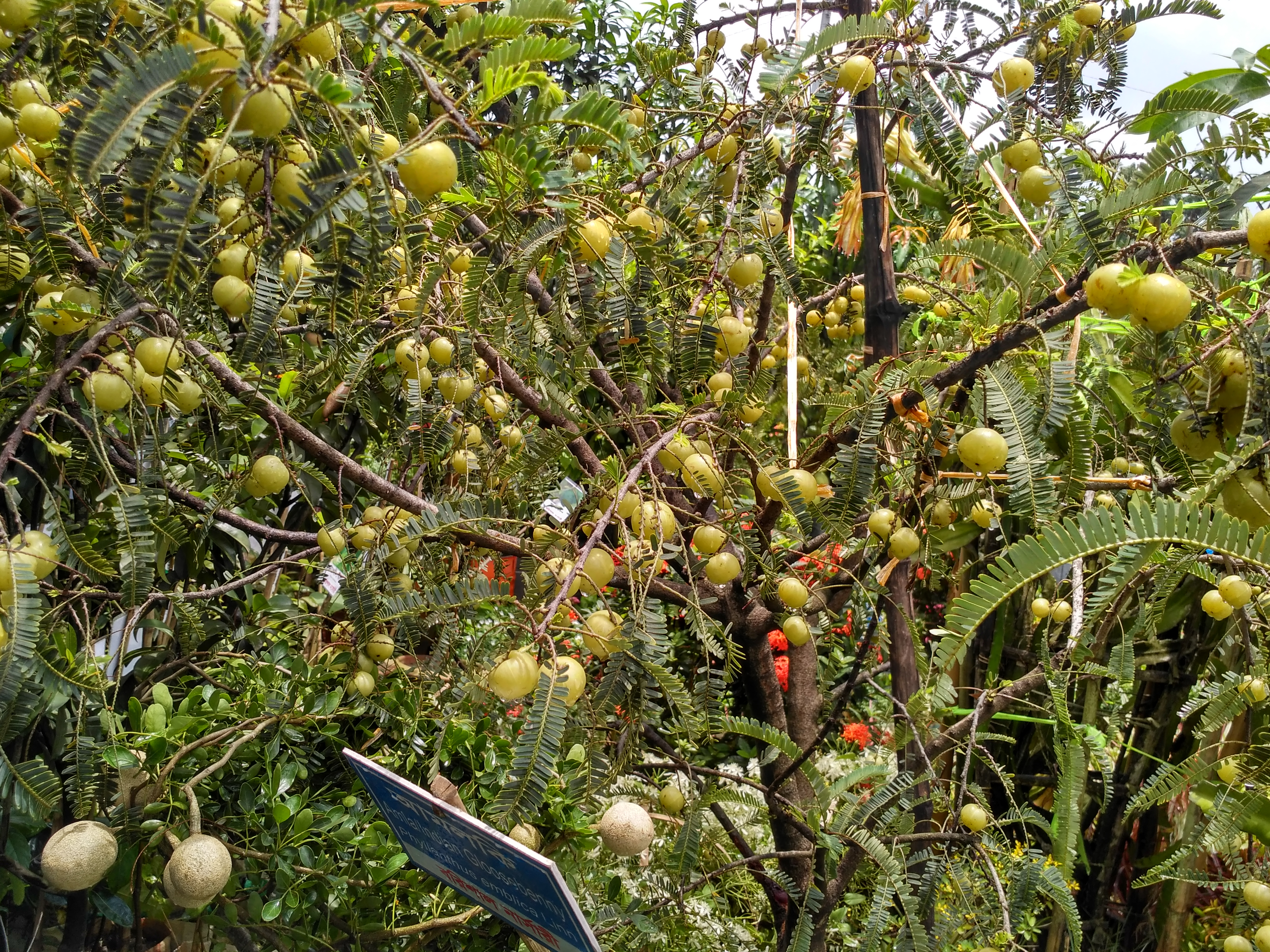
Plody

Smuteň lékařská (Phyllanthus emblica) je tropický, opadavý strom plodící drobné plody, které jsou sice poživatelné, ale velmi kyselé a trpké. Obsahují mnoho vitamínu C, až 600 mg/100 g (citron jen 50 mg/100 g). Mají zvláštně uspořádané větvičky a na nich vyrůstající drobné jednoduché listy, které dohromady připomínají listy zpeřené.

## Rozšíření
Dřevina pochází z jižní a jihovýchodní Asie, kde se vyskytuje od Indie a Pákistánu na západě po Malajsii a země Indočíny na východě. Na severu je její výskyt ohraničen Himálajemi a jižními oblastmi Číny, na jihu ostrovy Indonésie. Je rostlinou známou a v uvedené oblasti hojně pěstovanou již po několik tisíciletí, takže nelze přesněji určit její původní areál. Druhotně se dostala na Filipíny a v novověku do Střední Ameriky včetně ostrovů v Karibském moři.

## Ekologie
Smuteň lékařská je sice považována za tropický, opadavý strom, ale stejně dobře roste i v teplých subtropech na místech, kde teplota v chladných měsících určitě neklesá pod bod mrazu. Její listy neopadávají vždy všechny najednou, ale se obměňují se v závislosti na suchu nebo chladu po nepravidelných větších skupinách, takže bývá řazená i mezi rostliny neopadavé, stálezelené. Starší stromy se poměrně dobře zotavují z nárazového ochlazení a snesou i velké teplo ( až 45 °C), mladší jedinci tak velkou teplotu přežijí jen v částečném stínu.
Pěstuje se snadno, roste v půdě hlinité, písčité i jílovité, mírně kyselé až slabě alkalické. Je schopná růst v oblastech velmi suchých a s půdou příliš chudou pro většinu ostatních ovocných plodin. Žádá však dostatek slunečního svitu a jen minimální zastínění. Pro co nejvyšší produkci plodů však potřebují půdu kvalitnější, hlubokou, zásobenou živinami a s pH v rozmezí 6,0 až 8,0. Zásadní pro trvalý růst je dobré odvodnění a nízké zasolení půdy. Vysazuje se často jako užitková a okrasná dřevina v zahradách domů. Dobře přečká ne příliš intenzivní lesní požár a bývá jedním z prvních stromů, které se z něj zotavily, spolehlivě snáší silný vítr.
V přírodě se vyskytuje v suchých, poloopadavých lesích nebo křovinách, v jižní Číně roste až do nadmořské výšky 2300 m. Nejlépe se jí daří při průměrných denních teplotách od 20 do 29 °C, ale snáší 14 až 35 °C. Upřednostňuje průměrné roční srážky v rozmezí od 1500 do 2500 mm, toleruje i 700 až 4200 mm. Stromy v závislosti na klimatických a světelných podmínkách kvetou jednou nebo dvakrát za rok. Prvé květy obvykle rozkvétají na nově vyrostlých větvičkách v době, kdy z nich teprve raší listy, květu je tehdy mnoho a plodů hojně. Při druhém kvetení jsou listy již zcela vyvinuté, květu je méně a plodů málo. Ploidie druhu je 2n = 26.

## Popis
Strom vysoký 5 až 10 m s kmenem o průměru do 30 cm, jeho hladká kůra je světle šedá až hnědá s řídkými lenticelami. Z hlavních klenutých, oblých větví vyrůstají krátké, slabě hranaté a hustě olistěné tenké větvičky 10 až 20 cm dlouhé, které opadávají i s listy; toto uspořádaní připomíná listy zpeřené. Drobné listy jsou podlouhlého tvaru s drobnými opadavými palisty, vyrůstají ve dvou řadách těsně proti sobě, bývá jich na větvičce 80 až 150, jsou kratičce řapíkaté a čepele mívají obvykle menší než 2 × 0,5 cm, na bázi jsou mělce srdčité až kulaté a vrcholu tupé či špičaté, po obvodě bývají celistvé nebo zubaté a někdy slabě podvinuté, na rubu jsou světlejší a jejich zpeřená žilnatina mívá okolo 5 párů žilek. Strom střídavě vyměňuje listy, obvykle však ne všechny najednou, proto bývá uváděn jako opadavý i stálezelený.
Květy jsou drobné, jednopohlavné, samčí i samičí rostoucí spolu ve stěsnaných květenstvích, ve svazečcích, na bází tenkých větviček ze kterých dále vyrůstají listy. V květenství převažují samčí květy, o málo větší samičí bývají ve svazečku jeden nebo dva, všechny květy mají jen kališní lístky, korunní chybí. Samčí květy rostou na delších, asi 2 mm dlouhých stopkách, mají šest žlutozelených lístků asi 2 mm velkých a tři tyčinky se srostlými nitkami nesoucí asi 1 mm dlouhé, podélně pukající prašníky. Samičí květy jsou téměř přisedlé, mají také šest podobných, žlutých lístků asi 2 mm velkých a vejčitý, 2 mm velký semeník se třemi oddíly po dvou vajíčkách a hluboce rozeklanou čnělku nesoucí tři nahnědlé blizny. Květy musí být opylený cizím pylem, převážná většina samičích květů se však neopylí a opadá (až 70 %). Květy produkují nektar jen od večera do rána, proto opylující včely přilétající pouze za svítání a v podvečer, kdežto můry rodu Epicephala v noci. Řídce se vyskytují také dvoudomí jedinci, u těch jsou všechny květy na stromě jen samčí nebo samičí.
Plod je kulovitá, hladká peckovice o velikosti 1,5 až 2,5 cm, jež má ve zralosti žlutou nebo světle žlutou barvu se šesti až osmi světlejšími pruhy. Její dužnatý mezokarp je přirostlý k chrupavčitému endokarpu, ve kterém je šest tmavohnědých, nepravidelně hranatých semen až 4 mm velkých. Zralé plody vydrží i měsíc na stromech bez zjevné ztráty kvality. Plody pěstovaných rostlin vyšlechtěných odrůd váží 30 až 50 gramů.

## Rozmnožování
Smuteň lékařská se rozmnožuje vyséváním semen z přezralých, na slunci vysušených plodů, nebo jsou na záhon sázeny přímo poloviny rozříznutých plodů se semeny. Čerstvá semena s krátkou dobou životností rychle klíčí a mladé semenáče se obvykle ve věku čtyř měsíců roubují kvalitními odrůdami. Zdravé stromy po skácení vytvářejí z pařezů mnohé výmladky, které jsou po prořezání vhodnější pro produkci a sběr plodů než vysoké stromy. Tento nevysoký porost však vyžaduje odstraňování plevele, neboť výmladky svými malými korunami nevytvoří uzavřený vrchlík.
Stromy bývají pro komerční účely pěstované na plantážích ve sponu 9 až 12 m. Smuteň lékařská je pomalu rostoucí dřevina a prvé plody přináší ve věku šesti až osmi let, plodí asi padesát roků. Nejvýnosnější odrůda 'Chakaiya' pěstovaná v Indii dává z jednoho většího stromu až 25 kg ovoce za rok.

## Význam
Plody jsou pravděpodobně nejbohatším známým přírodním zdrojem vitamínu C, kyselina askorbová obsažená v nich je velice stabilní. Pro místní spotřebu se sbírají popadané plody, které jsou i v plné zralosti velmi kyselé, hořké a působí svíravě. Při požití stimulují v ústech vylučování slin a zahánějí tak pocit žízně, v Indií a Thajsku byly tyto stromy sázeny podél cest pro osvěžení poutníků. V domácnostech se plody používají s cukrem a šafránem jako kandované ovoce, zapékají se v místních sladkostech, šťáva slouží jako koření při vaření, vyrábějí se z nich džemy a v kombinaci s jinými druhy ovoce se z nich dělají kompoty, přílohová zelenina nebo čatní, jsou bohaté na pektin. Při přímé konzumaci se pro odstranění hořkosti zralé plody namáčejí v solném roztoku nebo se jedí s čili papričkami.
Plody slouží v asijské medicíně k léčbě problémů souvisejících hlavně se zažívacím ústrojím, prášek ze sušených plodů je účinný expektorans a odvar ze semen léčí zánět očí i kůže. Semena se používají při léčbě astmatu, bronchitidy, diabetes a horečky. Likér ze zkvašeného ovoce je lékem na anémii, žloutenku, nemoci srdce a problémy s močením. Listy se používají v kombinaci se kvašeným mlékem pro zlepšení trávení, proti průjmu i úplavici. Mízou stromů se léčí vředy, kořen je účinné dávidlo. Ovocná dřeň se rozmazává po hlavě, aby rozptýlila bolesti hlavy a závratě způsobené slunečním úpalem. Ovoce je složkou mnoha léků domorodého ájurvédského léčebného systému.
Dřevo stromu je načervenalé, těžké, pružné a zrnité, bývá používáno pro drobné stavby a zhotovuje se z něj nábytek i nářadí. Ponořené do vody je velmi odolné, dělají se z něho vodovodní roury i výdřeva studní. Sloužívá přímo jako palivo nebo se z něj vyrábí dřevěné uhlí dobré kvality. Kůra mladých větví obsahuje množství tříslovin, kterým se barví hedvábí, vlna i bambusové proutí do hnědá. Listy i mladé větve se v suchých oblastech obřezávají a slouží jako krmivo pro domácí přežvýkavce. Větve s listy bývají také spásány i volně žijícími zvířaty, z nichž mnohé také žerou popadané plody a roznášením semen v trusu přispívají k šíření druhu.
V Austrálii na území v Severního teritoria se počala smuteň lékařská šířit z domácích zahrad do volné přírody, kde vytlačuje původní rostlinstvo a je proto považována za potenciální plevelnou rostlinu.